# Eoneustes
Genre
Espèces de rang inférieur
- E. gaudryi (Collot[2], 1905, initialementTeleosaurus, (espèce type)
- E. bathonicus (Mercier[3], 1933, initialement Metriorhynchus

Eoneustes est un genre éteint de crocodyliformes métriorhynchoïdes carnivores, à long rostre, presque exclusivement marins ayant vécu au Jurassique moyen (Bajocien supérieur à Bathonien inférieur), il y a environ 168 Ma (millions d'années), dans ce qui est aujourd'hui la France. Ses fossiles ont été découverts en Bourgogne-Franche-Comté, Provence-Alpes-Côte d'Azur et en Normandie.

## Liste des espèces
- † Eoneustes gaudryi, l'espèce type, décrite à l'origine par L. Collot en 1905 sous le nom de Teleidosaurus à partir d'un crâne partiel, référencé BMNH R3353, découvert à Saint-Seine-l'Abbaye dans le département de la Côte-d'Or en Bourgogne-Franche-Comté. Il provient de calcaires du Bathonien inférieur riches en bivalves, foraminifères et crinoïdes, déposés dans un milieu marin peu agité et peu profond. Il a été réattribué au genre Eoneustes par Mark T. Young et ses collègues en 2010[1]. Un crâne attribué à Teleidosaurus cf. gaudryi, a été décrit en 1995 par Stéphane Hua et François Atrops dans la région de Castellane dans le département des Alpes-de-Haute-Provence dans le sud-est de la France[5]. Il provient du Bajocien supérieur, plus exactement de la zone à Parkinsoni[5].

- † Eoneustes bathonicus, dont le crâne holotype a été décrit en 1933 par J. Mercier[3] sous le nom de genre Metriorhynchus, puis de Teleidosaurus. Il a été découvert dans le département du Calvados en Normandie. L'holotype a été détruit lors des bombardements de Caen en 1944.